# مجزرة الشيعة في زاريا 2015
مجزرة الشيعة في زاريا من قبل القوات النيجرية سنة 2015 حادثة وقعت في (29 صفر 1437 - 12 ديسمبر 2015).
هجمت القوات النيجيرية على منزل زعيم الحركة الإسلامية الشيخ إبراهيم زكزكي وسقط عدد من الضحايا ومئات القتلى والجرحى خلال هذا الهجوم. سقط ابن زعيم «الحركة الإسلامية» وزوجته، ومساعده، الشيخ محمد محمود توري والدكتور مصطفى، طبيب الشيخ زكزكي. وهدمت حسينية بقية الله بشكل كامل.
وفقا لتقارير أسوشيتد برس في 15 ديسمبر، اتهم الناشطون في مجال حقوق الإنسان، الجيش النيجيري بقتل مئات شخصاً، ويعتبر هذا القتل ب«مجزرة مسلمين» في زاريا الذي يصل رقمها الي 1000 شخصا وأصيب زعيم الحركة الشيخ إبراهيم زكزكي بجرح واعتقلت بعد أن داهم الجيش منزله.

## خلفية عن المجرزة

### سبب الإشتباك
أعلنت الجيش النيجري أن السبب هذه الهجمات هي هجوم عناصر الحركة علي موكب قائد أركان الجيش أثناء زيارته لأمير زازو. وحاول في اغتيال رئيس الأركان. رفضت الحركة الإسلامية هذا الإتهام وأدان عمل الجيش.
يعتقد البعض ربما كانت إحدى الاسباب التي حركت جهات تكفيرية للتحريض على اتباع أهل البيت. هي الحشود الهائلة التي شاركت في احياء اربعينية الحسين هذه السنة في نيجيريا.

### أحداث المجزرة
سلسلة من المجازر الموصوفة نفذها الجيش النجيري ضد تجمعاتٍ لـ«الحركة الإسلاميّة النيجيريّة»، هي: «دار الرحمة»، و«حسينية بقيّة الله»، ومقرّ إقامة قائد «الحركة»، الشيخ إبراهيم الزكزكي، خلال الأيام الماضية. تجمّعات تركزت عند المدخل الرئيسي لمدينة زايرا، في ولاية كادونا، وبالقرب من ثكنات عدّة للجيش. وهذه المنطقة، ممرّ إجباري لقيادات عسكريّة، آخرهم كان موكب رئيس أركان الجيش، توكور بوراتاي.
وبالتزامن مع مرور بوراتاي، كانت المنطقة تشهد تجمّعاً احتجاجيّاً لـ«الحركة الإسلاميّة»، التي دوماً «احتضنت نشاطات اعتادها الناس». وبعد أكثر من ساعة، من عبور بوراتاي، احتشد الجنود مع مدرعاتهم.
بالتوازي مع ذلك، شكّلت مجموعة من قيادات وأنصار «الحركة»، دروعاً بشرية حول مقرّ إقامة الزكزكي، منعاً لاقتحامه. لكن فتح الجنود، بغزارة، نيران بنادقهم. وبـ«أريحيّة»، رموا قنابلهم اليدويّة، لفتح «ثغرة في الجدران البشرية».
ارتفع عدد الضحايا باطراد. سقط ابن زعيم «الحركة الإسلامية» وزوجته، وثاني أبرز قيادات «الحركة»، الشيخ محمد محمود توري، إضافةً إلى عددٍ آخر من قياداتها ومناصريها. الجنود النيجيريون عمدوا إلى إعدام عدد من الجرحى، وآخرين أحياء ساقوهم إلى مراكزهم، قبل أن يعدموهم، لتتكرّر تفاصيل أحداث «يوم القدس»، قبل أشهر.

## ردود فعل

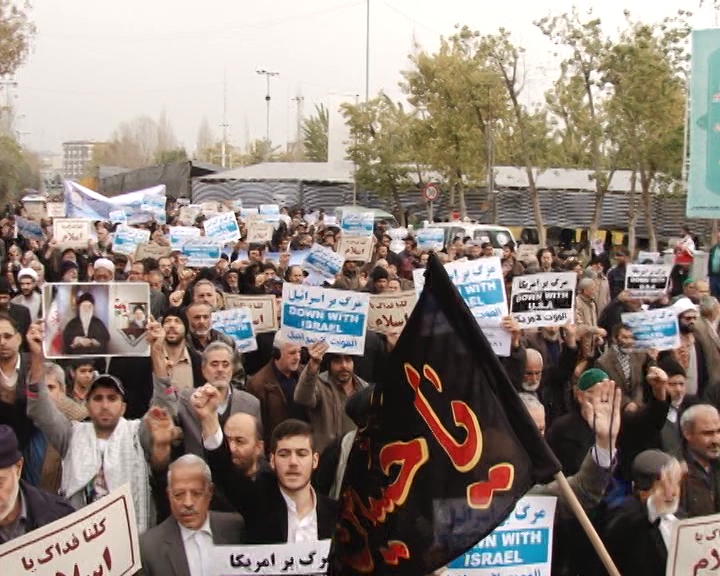
مظاهرات في طهران احتجاجا على مجزرة زاريا.

- تظاهر أهالي قضاء الخالص بمحافظة ديالى شرق العراق، الجمعة، دعما للزعيم الإفريقي الزكراكي واستنكارا لما قامت به الأجهزة الأمنية في نيجريا من “استباحة لدماء المسلمين”.[7]
- تظاهر المسلمين في طهران عقب صلاة الجمعة على خلفية المجزرة المروعة التي ارتكبها الجيش النيجيري بحق المسلمين بمنطقة زاريا. وطالب المحتجون باطلاق سراحِ رئيسِ الحركة الإسلامية الشيخ إبراهيم الزكزاكي ومعاقبة المسؤولين عن الجريمة.[8]
- صاعد التفاعل مع الحدث النيجيري، على المستوى العالمي، وتجاوز الجغرافيا النيجيريّة. وشهد محيط السفارة النيجيرية في لندن تجمّعاً احتجاجياً.[9]
- استنكر الناطق باسم «كتائب حزب الله ـ العراق» الممارسات التي تقوم بها الأجهزة الأمنية في نيجيريا.[10]